# Dawley Passage Provincial Park
Der Dawley Passage Provincial Park (auch Dawley Passage Park) ist ein etwa 154 Hektar (ha) großer Provincial Park im Südwesten der kanadischen Provinz British Columbia, an der Westküste von Vancouver Island.
Der Park ist Teil des Kerngebietes („Core Protected“) des Clayoquot Sound Biosphere Reserve, einem von der UNESCO anerkanntem Biosphärenreservat.
Bei dem Park handelt es sich um einen sogenannten backcountry park. Diese Parks haben üblicherweise keine direkte Anbindung an eine offizielle Straße und sind dann nur über Privatstraßen, Schotterpisten oder Holzfällerstraßen zu erreichen. Außerdem  verfügen sie üblicherweise über keine touristische Infrastruktur. Auf Grund der fehlenden Infrastruktur ist hier „wilderness camping“ erlaubt.

## Anlage
Der Park liegt östlich von Tofino, im Alberni-Clayoquot Regional District, auf einer Halbinsel von Vancouver Island die in den Clayoquot Sound ragt. Der Park umfasst dabei nicht nur etwa 61 ha Landfläche auf Vancouver Island, sondern auch etwa 92 ha Meeres- und Litoralgebiet in der namensgebenden Dawley Passage, der südlichen Fortsetzung des Fortune Channel. In der Passage liegt mit Lane Islet auch noch eine sehr kleine Insel die ebenfalls zum Park gehört. Östlich schließt sich auf Vancouver Island ein Schutzgebiet anderen Typs, das Unaacuł-ḥiłsyakƛis Conservancy an, welche ebenfalls durch BC Parks verwaltet wird. Westlich der Dawley Passage liegt Meares Island, mit dem Wanačas-hiłḥuuʔis Conservancy.
Bei dem Provinzpark handelt es sich um ein Schutzgebiet der IUCN-Kategorie II (Nationalpark).

## Geschichte
Der Park wurde am 13. Juli 1995, als einer in einer Gruppe von rund 50 Parks, als Provincial Park in British Columbia eingerichtet. Zu den zeitgleich eingerichteten Parks gehören auch der nahe gelegenen Vargas Island Provincial Park, der Flores Island Provincial Park, der Epper Passage Provincial Park, der Clayoquot Arm Provincial Park, der Clayoquot Plateau Provincial Park, der Tranquil Creek Provincial Park, der Kennedy River Bog Provincial Park sowie der Kennedy Lake Provincial Park. Die Einrichtung dieser Parks ist, als Folge der Unruhen in den 1980er-Jahren sowie den frühen 1990er-Jahren welche sich gegen die Kahlschlagpolitik der Forstindustrie richteten, das Ergebnis der „Clayoquot Sound Land Use Decision“.
Wie jedoch bei fast allen Provinzparks in British Columbia gilt auch für diesen, dass die Gegend, lange bevor sie von europäischen Einwanderern besiedelt oder sie Teil eines Parks wurde, in diesem Fall Jagd-, Siedlungs- und Fischfanggebiet verschiedener Gruppen der First Nations, hier der Ahousaht, war.

## Flora und Fauna
Mit dem Biogeoclimatic Ecological Classification (BEC) Zoning System wird das Ökosystem von British Columbia in verschiedene biogeoklimatische Zonen eingeteilt. Biogeoklimatische Zonen zeichnen sich durch ein grundsätzlich identisches oder sehr ähnliches Klima sowie gleiche oder sehr ähnliche biologische und geologische Voraussetzungen aus. Daraus resultiert in den jeweiligen Zonen dann grundsätzlich auch ein sehr ähnlicher Bestand an Pflanzen und Tieren. Innerhalb dieser Systematik wird der Park der Coastal Western Hemlock Zone zugeordnet.
Ähnlich dem Biogeoclimatic Ecological Classification (BEC) Zoning System wird auch das maritime Ökosystem der Küstengewässer von British Columbia mit der British Columbia Marine Ecological Classification in verschiedene Ökozonen eingeteilt. Innerhalb dieser Systematik werden die Parkgewässer der Vancouver Island Shelf Marine Ecosection (VIS) zugeordnet.
Der Park schützt dabei unter anderem das einzige bekannte Vorkommen der Stylaster campylecus (englisch white branching hydrocoral) in den Gewässern der Provinz. Die durch die Gezeiten starken Strömungen in der Passage führen zu einer hohen Artenvielfalt in der subtidalen Zone.